# Черварезе Санта Кроче
Черварѐзе Санта Кро̀че (на италиански: Cervarese Santa Croce; на венециански: Selvarese, Селварезе) е градче и община в Северна Италия, провинция Падуа, регион Венето. Разположено е на 21 m надморска височина. Населението на общината е 5690 души (към 2015 г.).